# Libon van Elis
Libon (Oudgrieks: Λίβων) van Elis is de naam van een oud-Griekse architect, die tussen 468 en 456 v.Chr. de Zeustempel in Olympia bouwde.
Deze tempel werd gesticht na de Perzische Oorlogen, als het ware als een nationaal oorlogsmonument, met aan de buitenkant een Dorische zuilengalerij van 6 bij 13 zuilen. De door een onbekende kunstenaar gebeeldhouwde frontons en metopen zijn meesterwerken van de zogenaamde "strenge" stijl. Binnenin bevond zich het door Phidias vervaardigde, 12 m hoge goud-en-ivoren beeld van de tronende Zeus, een van de Zeven wereldwonderen.
Verder zijn er over het leven van Libon geen details bekend.